# Lutas nos Jogos Olímpicos de Verão de 2024 - Livre até 74 kg masculino
A categoria livre até 74 kg masculino das lutas nos Jogos Olímpicos de Verão de 2024 foi realizada no Grand Palais Éphémère em Paris, França, em 9 e 10 de agosto de 2024. Um total de 18 lutadores, cada um representando um Comitê Olímpico Nacional (CON), participaram do evento.

## Qualificação
Dezessete vagas de cota estavam disponíveis, com cada CON restrito a no máximo uma vaga. Foram atribuídas cinco vagas no Campeonato Mundial de Luta de 2023, entre 16 e 24 de setembro em Belgrado, na Sérvia. Os finalistas de cada categoria nos quatro torneios de qualificação continentais (Ásia, Europa, Américas e o combinado África e Oceania) também receberam vagas de cota. O restante das vagas foi alocado no Torneio de Qualificação Olímpica de 2024, oferecendo um mínimo de três cotas.
Uma vaga adicional foi atribuída para a Equipe Olímpica de Refugiados, totalizando 18 competidores no evento.

## Calendário
Horário local (UTC+2)
| Data                 | Horário | Fase                |
| -------------------- | ------- | ------------------- |
| 9 de agosto de 2024  | 11:30   | Fases eliminatórias |
| 9 de agosto de 2024  | 18:15   | Semifinais          |
| 10 de agosto de 2024 | 11:00   | Repescagem          |
| 10 de agosto de 2024 | 19:30   | Finais              |

## Medalhistas
| Ouro   | UZB Razambek Zhamalov            |
| Prata  | JPN Daichi Takatani              |
| Bronze | USA Kyle Dake ALB Chermen Valiev |

## Resultados
A competição foi realizada em dois dias até a definição dos medalhistas:
Legenda
- F — Vitória por queda.
- WO — Vitória por w.o.

### Final
|  | Final                 |                       |   |
|  |                       |                       |   |
|  | JPN Daichi Takatani   | JPN Daichi Takatani   | 0 |
|  | UZB Razambek Zhamalov | UZB Razambek Zhamalov | 5 |

### Chave superior
|  | Qualificatórias   | Qualificatórias   | Qualificatórias |  |  | Oitavas de final    | Oitavas de final    | Oitavas de final    |    |                     | Quartas de final    | Quartas de final | Quartas de final |  |  | Semifinais | Semifinais | Semifinais |
|  |                   |                   |                 |  |  |                     |                     |                     |    |                     |                     |                  |                  |  |  |            |            |            |
|  |                   |                   |                 |  |  |                     |                     |                     |    |                     |                     |                  |                  |  |  |            |            |            |
|  |                   |                   |                 |  |  | USA Kyle Dake       | USA Kyle Dake       | 10                  |    |                     |                     |                  |                  |  |  |            |            |            |
|  |                   |                   |                 |  |  | VEN Anthony Montero | VEN Anthony Montero | 0                   |    |                     |                     |                  |                  |  |  |            |            |            |
|  |                   |                   |                 |  |  |                     |                     |                     |    | USA Kyle Dake       | USA Kyle Dake       | 11F              |                  |  |  |            |            |            |
|  | ITA Frank Chamizo | ITA Frank Chamizo | 4               |  |  |                     | IRI Younes Emami    | IRI Younes Emami    | 1  |                     |                     |                  |                  |  |  |            |            |            |
|  | IRI Younes Emami  | IRI Younes Emami  | 9               |  |  | IRI Younes Emami    | IRI Younes Emami    | 10                  |    |                     |                     |                  |                  |  |  |            |            |            |
|  |                   |                   |                 |  |  | GBS Bacar Ndum      | GBS Bacar Ndum      | 0                   |    |                     |                     |                  |                  |  |  |            |            |            |
|  |                   |                   |                 |  |  |                     |                     |                     |    |                     | USA Kyle Dake       | USA Kyle Dake    | 12               |  |  |            |            |            |
|  |                   |                   |                 |  |  |                     | JPN Daichi Takatani | JPN Daichi Takatani | 20 |                     |                     |                  |                  |  |  |            |            |            |
|  |                   |                   |                 |  |  | SRB Khetag Tsabolov | SRB Khetag Tsabolov | 10                  |    |                     |                     |                  |                  |  |  |            |            |            |
|  |                   |                   |                 |  |  | EOR Iman Mahdavi    | EOR Iman Mahdavi    | 0                   |    |                     |                     |                  |                  |  |  |            |            |            |
|  |                   |                   |                 |  |  |                     |                     |                     |    | SRB Khetag Tsabolov | SRB Khetag Tsabolov | 0                |                  |  |  |            |            |            |
|  |                   |                   |                 |  |  |                     | JPN Daichi Takatani | JPN Daichi Takatani | 10 |                     |                     |                  |                  |  |  |            |            |            |
|  |                   |                   |                 |  |  | CUB Geandry Garzón  | CUB Geandry Garzón  | 0                   |    |                     |                     |                  |                  |  |  |            |            |            |
|  |                   |                   |                 |  |  | JPN Daichi Takatani | JPN Daichi Takatani | 10                  |    |                     |                     |                  |                  |  |  |            |            |            |
|  |                   |                   |                 |  |  |                     |                     |                     |    |                     |                     |                  |                  |  |  |            |            |            |

### Chave inferior
|  | Qualificatórias                  | Qualificatórias                  | Qualificatórias |  |  | Oitavas de final            | Oitavas de final            | Oitavas de final      |   |                       | Quartas de final      | Quartas de final    | Quartas de final |  |  | Semifinais | Semifinais | Semifinais |
|  |                                  |                                  |                 |  |  |                             |                             |                       |   |                       |                       |                     |                  |  |  |            |            |            |
|  |                                  |                                  |                 |  |  |                             |                             |                       |   |                       |                       |                     |                  |  |  |            |            |            |
|  |                                  |                                  |                 |  |  | GRE Georgios Kougioumtsidis | GRE Georgios Kougioumtsidis | 2                     |   |                       |                       |                     |                  |  |  |            |            |            |
|  |                                  |                                  |                 |  |  | TJK Viktor Rassadin         | TJK Viktor Rassadin         | 8                     |   |                       |                       |                     |                  |  |  |            |            |            |
|  |                                  |                                  |                 |  |  |                             |                             |                       |   | TJK Viktor Rassadin   | TJK Viktor Rassadin   | 7                   |                  |  |  |            |            |            |
|  |                                  |                                  |                 |  |  |                             | CHN Lu Feng                 | CHN Lu Feng           | 4 |                       |                       |                     |                  |  |  |            |            |            |
|  |                                  |                                  |                 |  |  | EGY Amr Reda Hussen         | EGY Amr Reda Hussen         | 4                     |   |                       |                       |                     |                  |  |  |            |            |            |
|  |                                  |                                  |                 |  |  | CHN Lu Feng                 | CHN Lu Feng                 | 14                    |   |                       |                       |                     |                  |  |  |            |            |            |
|  |                                  |                                  |                 |  |  |                             |                             |                       |   |                       | TJK Viktor Rassadin   | TJK Viktor Rassadin | 2                |  |  |            |            |            |
|  |                                  |                                  |                 |  |  |                             | UZB Razambek Zhamalov       | UZB Razambek Zhamalov | 8 |                       |                       |                     |                  |  |  |            |            |            |
|  |                                  |                                  |                 |  |  | SVK Tajmuraz Salkazanov     | SVK Tajmuraz Salkazanov     | 3                     |   |                       |                       |                     |                  |  |  |            |            |            |
|  | UZB Razambek Zhamalov            | UZB Razambek Zhamalov            | 8               |  |  | UZB Razambek Zhamalov       | UZB Razambek Zhamalov       | 11                    |   |                       |                       |                     |                  |  |  |            |            |            |
|  | AIN Mahamedkhabib Kadzimahamedau | AIN Mahamedkhabib Kadzimahamedau | 0               |  |  |                             |                             |                       |   | UZB Razambek Zhamalov | UZB Razambek Zhamalov | 6                   |                  |  |  |            |            |            |
|  |                                  |                                  |                 |  |  |                             | ALB Chermen Valiev          | ALB Chermen Valiev    | 5 |                       |                       |                     |                  |  |  |            |            |            |
|  |                                  |                                  |                 |  |  | ALB Chermen Valiev          | ALB Chermen Valiev          | 4                     |   |                       |                       |                     |                  |  |  |            |            |            |
|  |                                  |                                  |                 |  |  | AZE Turan Bayramov          | AZE Turan Bayramov          | 3                     |   |                       |                       |                     |                  |  |  |            |            |            |
|  |                                  |                                  |                 |  |  |                             |                             |                       |   |                       |                       |                     |                  |  |  |            |            |            |

### Repescagem
|  | Repescagem 1                     | Repescagem 1                     | Repescagem 1 |  | Repescagem 2                     | Repescagem 2                     | Repescagem 2 |  | Disputa pelo bronze | Disputa pelo bronze | Disputa pelo bronze |
|  |                                  |                                  |              |  |                                  |                                  |              |  |                     |                     |                     |
|  |                                  |                                  |              |  | CUB Geandry Garzón               | CUB Geandry Garzón               |              |  | SRB Khetag Tsabolov | SRB Khetag Tsabolov | 4                   |
|  |                                  |                                  |              |  | SRB Khetag Tsabolov              | SRB Khetag Tsabolov              | WO           |  | USA Kyle Dake       | USA Kyle Dake       | 10                  |
|  |                                  |                                  |              |  |                                  |                                  |              |  |                     |                     |                     |
|  | AIN Mahamedkhabib Kadzimahamedau | AIN Mahamedkhabib Kadzimahamedau | 6            |  | AIN Mahamedkhabib Kadzimahamedau | AIN Mahamedkhabib Kadzimahamedau | 2            |  | ALB Chermen Valiev  | ALB Chermen Valiev  | 6                   |
|  | SVK Tajmuraz Salkazanov          | SVK Tajmuraz Salkazanov          | 6            |  | ALB Chermen Valiev               | ALB Chermen Valiev               | 12           |  | TJK Viktor Rassadin | TJK Viktor Rassadin | 2                   |